# Strychnos variabilis
Strychnos variabilis är en tvåhjärtbladig växtart som beskrevs av Wildem.. Strychnos variabilis ingår i släktet Strychnos och familjen Loganiaceae. Inga underarter finns listade i Catalogue of Life.